# Aillant-sur-Tholon
Pour les articles homonymes, voir Aillant et Tholon.
Aillant-sur-Tholon est une ancienne commune française, située dans le département de l'Yonne en région Bourgogne-Franche-Comté, devenue, le 1er janvier 2017, une commune déléguée, chef-lieu de la commune nouvelle de Montholon, avec Champvallon, Villiers-sur-Tholon et Volgré.
Ses habitants sont appelés les Aillantais.

## Toponymie
Le nom de la localité est attesté sous la forme latine Alientus en 863, sous la forme Aillant en 1226.
Ce toponyme dérive de l'anthroponyme germanique Elianta.

## Politique et administration

### Liste des maires
| Période   | Période          | Identité             | Étiquette | Qualité                                 |
| --------- | ---------------- | -------------------- | --------- | --------------------------------------- |
|           |                  |                      |           |                                         |
| 1871      |                  | Bachelet             |           |                                         |
| 1878      |                  | Simonneau            |           |                                         |
| 1879      | 1901             | Pierre Roy           |           |                                         |
| 1901      | 1914             | Pierre-Denis Garnier |           |                                         |
|           |                  |                      |           |                                         |
| mars 2001 | 31 décembre 2016 | William Lemaire      | UMP-LR    | Retraité Conseiller général depuis 2008 |

## Démographie
L'évolution du nombre d'habitants est connue à travers les recensements de la population effectués dans la commune depuis 1793. À partir du 1er janvier 2009, les populations légales des communes sont publiées annuellement dans le cadre d'un recensement qui repose désormais sur une collecte d'information annuelle, concernant successivement tous les territoires communaux au cours d'une période de cinq ans. 
Pour les communes de moins de 10 000 habitants, une enquête de recensement portant sur toute la population est réalisée tous les cinq ans, les populations légales des années intermédiaires étant quant à elles estimées par interpolation ou extrapolation. Pour la commune, le premier recensement exhaustif entrant dans le cadre du nouveau dispositif a été réalisé en 2006,.
En 2014, la commune comptait 1 401 habitants, en évolution de −1,2 % par rapport à 2009 (Yonne : −0,46 %, France hors Mayotte : +2,49 %).
| 1793 | 1800 | 1806 | 1821 | 1831  | 1836  | 1841  | 1846  | 1851  |
| ---- | ---- | ---- | ---- | ----- | ----- | ----- | ----- | ----- |
| 792  | 756  | 869  | 944  | 1 066 | 1 190 | 1 303 | 1 394 | 1 462 |

| 1856  | 1861  | 1866  | 1872  | 1876  | 1881  | 1886  | 1891  | 1896  |
| ----- | ----- | ----- | ----- | ----- | ----- | ----- | ----- | ----- |
| 1 434 | 1 468 | 1 537 | 1 503 | 1 468 | 1 448 | 1 395 | 1 382 | 1 321 |

| 1901  | 1906  | 1911  | 1921  | 1926  | 1931  | 1936  | 1946  | 1954  |
| ----- | ----- | ----- | ----- | ----- | ----- | ----- | ----- | ----- |
| 1 260 | 1 260 | 1 269 | 1 158 | 1 178 | 1 193 | 1 152 | 1 063 | 1 072 |

| 1962  | 1968  | 1975  | 1982  | 1990  | 1999  | 2006  | 2011  | 2014  |
| ----- | ----- | ----- | ----- | ----- | ----- | ----- | ----- | ----- |
| 1 048 | 1 146 | 1 281 | 1 388 | 1 487 | 1 454 | 1 416 | 1 387 | 1 401 |

## Lieux et monuments

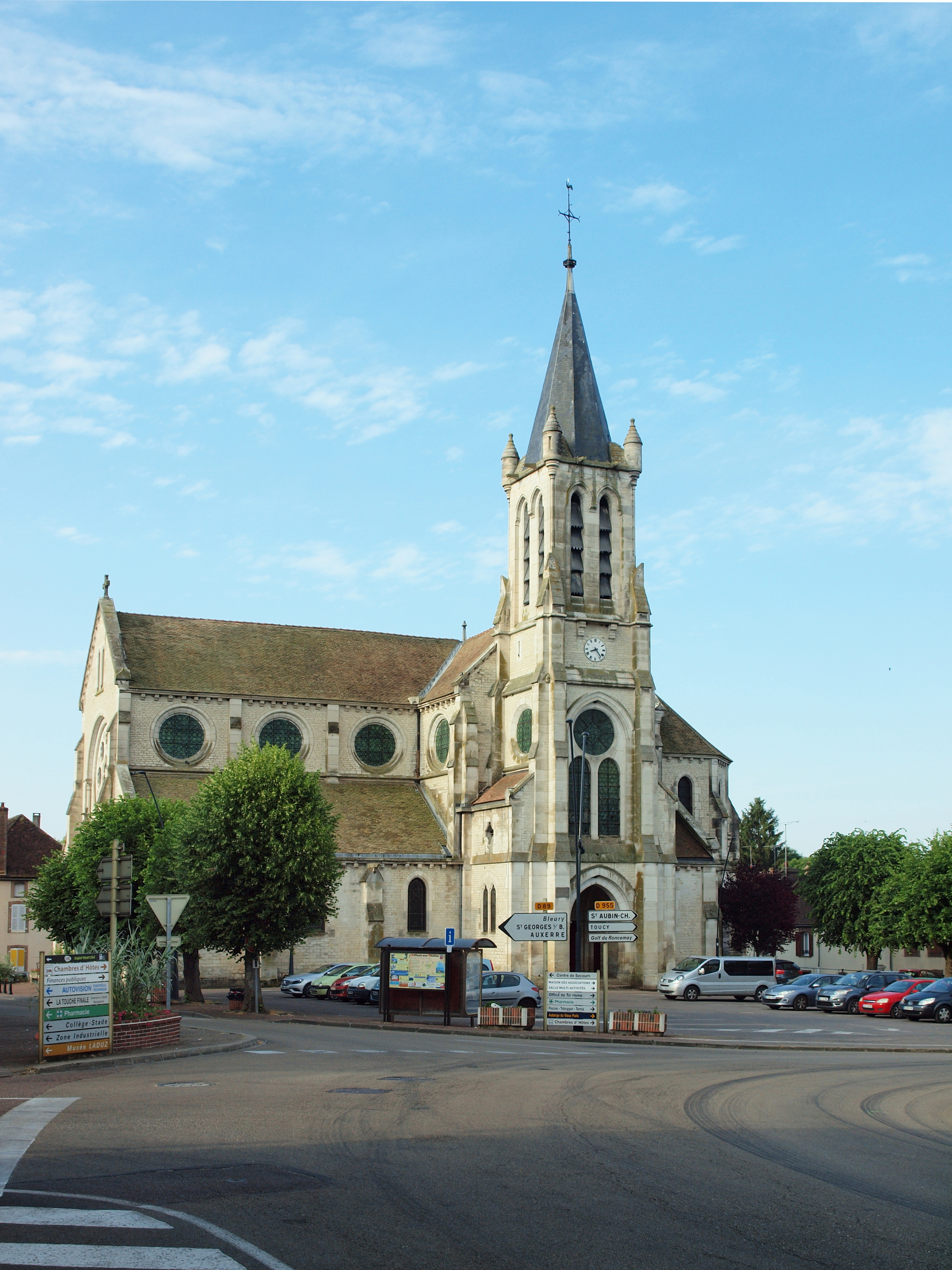
Vue de
l'église Saint-Martin.

- La Pierre-Fitte, menhir classé au titre des monuments historiques par arrêté du 10 février 1913[8].
- La chapelle-ermitage Sainte-Anne d'Aillant-sur-Tholon[9] : 1640.
- L'église Saint-Martin d'Aillant-sur-Tholon, église paroissiale, fut construite sur les plans de Viollet-le-Duc qui assista, en compagnie de monseigneur Mellon Jolly, archevêque de Sens, à la bénédiction de la première pierre, le 5 mai 1863. Elle fut achevée le 20 juin 1867.

## Environnement
La commune inclut une ZNIEFF : la ZNIEFF des étangs, prairies et forêts du Gâtinais sud oriental, vise un habitat d'eaux douces stagnantes ; les autres habitats inclus dans la zone sont des eaux courantes, des prairies humides et mégaphorbiaies, et des bois.

## Personnalités liées à la commune
- Paul Bert, conseiller général du canton d'Aillant-sur-Tholon[réf. nécessaire].

## Jumelages
- La ville d'Aillant-sur-Tholon est jumelée à la ville de Studley en Angleterre.

## Établissements scolaires
- Collège la Croix de l'Orme.
- École primaire et maternelle.